# 高汤球蛛
高汤球蛛（学名：Theridion takayense）为球蛛科球蛛属的动物。分布于日本、韩国以及中国大陆的甘肃、陕西、浙江等地，多生活于竹林，在竹叶上或松叶基部生活。该物种的模式产地在日本。